# Banksetosa
Banksetosa là một chi nhện trong họ Salticidae.